# Woold Homé
Woold Homé, är det lokala namnet på en gård i södra Togo som fått sitt namn efter en engelsk slavhandlare. Sedan 8 januari 2002 är gården uppsatt på Togos tentativa världsarvslista